# 井出レイコ
井出 レイコ（いで れいこ、1978年8月29日 - ）は、日本のファッションモデル。168cm。B型。北海道出身。雑誌『BLENDA〔ブレンダ〕』の専属モデル活動がなにより著名で、同誌にあっては看板モデルとして知られていた。プラチナムプロダクション所属。“レイ”や“れいたん”などの愛称がある。

## 来歴
19歳でモデル業を始動、およそ4年間の活動ののち休業に入るも、渋谷でのブレンダ誌編集部からのスカウトをきっかけに復帰し、同誌のモデルとして再始動。時に25歳であった。2011年には同誌の表紙に初めて単独で登場（5月号）。同誌初登場から7年目にして初の単独表紙経験となった。
9年間に及んだブレンダ誌の専属モデル活動であったものの、2013年に至って同誌との専属契約を解消。ちょうど新創刊『Majesty JAPAN』の表紙に姿を見せた時期のことであった。そのブレンダ誌が休刊するに至った2014年には、ともに同誌の看板モデルとして知られていた渡辺知夏子とともに休刊号に登場、特集を受けるに至った。
2014年には自身がクリエイティブディレクターを担い“Simple+α”をコンセプトとするファッションブランド「Love is. . .TOKYO」が発足、さっそく8月上旬頃から販売展開が始動している。

## 音楽
2011年にブレンダ誌上で音楽ユニット「Be-ppin」の企画が発足。中野唯花、吉田夏海、長谷川唯、東野佑美、麻乃、藤倉幸子、および山本彩夏という7名のブレンダ誌登場モデルらとともにこのグループの一員を担い音楽活動を展開してきた。初のステージとなったのはファッションならびに音楽のイベント「Girls Award〔ガールズアワード〕」の同年春夏公演（5月）の場で、m-flo、VERBAL、および大沢伸一の制作による楽曲「MY-EYE-AH」をさっそく披露するに至っている。

## 広告塔
2009年の暮れ頃からファッションブランド「DURAS〔デュラス〕」のイメージモデルにたびたび起用されており、このブランドのカタログや店頭ポスターに登場するなどしてきた。2013年には山本優希と並んで下着ブランド「PEACH JOHN〔ピーチジョン〕」の新たなミューズとなり、さっそく4月発売の新発足カタログ『GiRL！』の表紙および巻頭特集に姿を見せている。

## 出演

### 雑誌
- BLENDA
- Majesty JAPAN

### ランウェイ
- 東京ガールズコレクション：2012年春夏[15]、2012年秋冬[16]
- ガールズアワード：2010年秋冬[17]、2011年秋冬[18]、2012年春夏[19]、2013年春夏[20]

### イベント
- MINATOMIRAI 109×BLENDA COLLECTION（2010年5月4日、クイーンズスクエア横浜）[21]
- 渋谷スタイルコレクション（2010年6月18日、上海国際博覧会） 共/益若つばさ、孫イ、星野加奈、ほか[22]
- 江ノ島 Beach Dance Festival 2011「JAPANATION beach dance?Charity Day?」（2011年8月6日、江ノ島） 共/Be-ppin（藤倉幸子、東野佑美、長谷川唯、中野唯花、山本彩夏、吉田夏海、麻乃）[23]

### カタログ
- EMODA（2011年11月28日） 共/倖田來未、藤井リナ、あびる優、小森純、益若つばさ、道端アンジェリカ[24]
- EMODA vol.2（2012年3月9日） 共/鈴木えみ、中野唯花[25]
- EMODA DENIM BOOK（2012年4月6日） 共/益若つばさ、鈴木えみ、木下ココ、宇野実彩子、あびる優、田母神智子、小森純、道端アンジェリカ[26]
- GiRL（PEACH JOHN、2013年4月10日） 共/山本優希[27]

### その他
- ミュージックビデオ：Be-ppin「MY・EYE・AH」（2011年10月12日、エイベックス）[28]